# Emo
|  | Aquest article tracta sobre una tribu urbana. Vegeu-ne altres significats a «Emocore». |

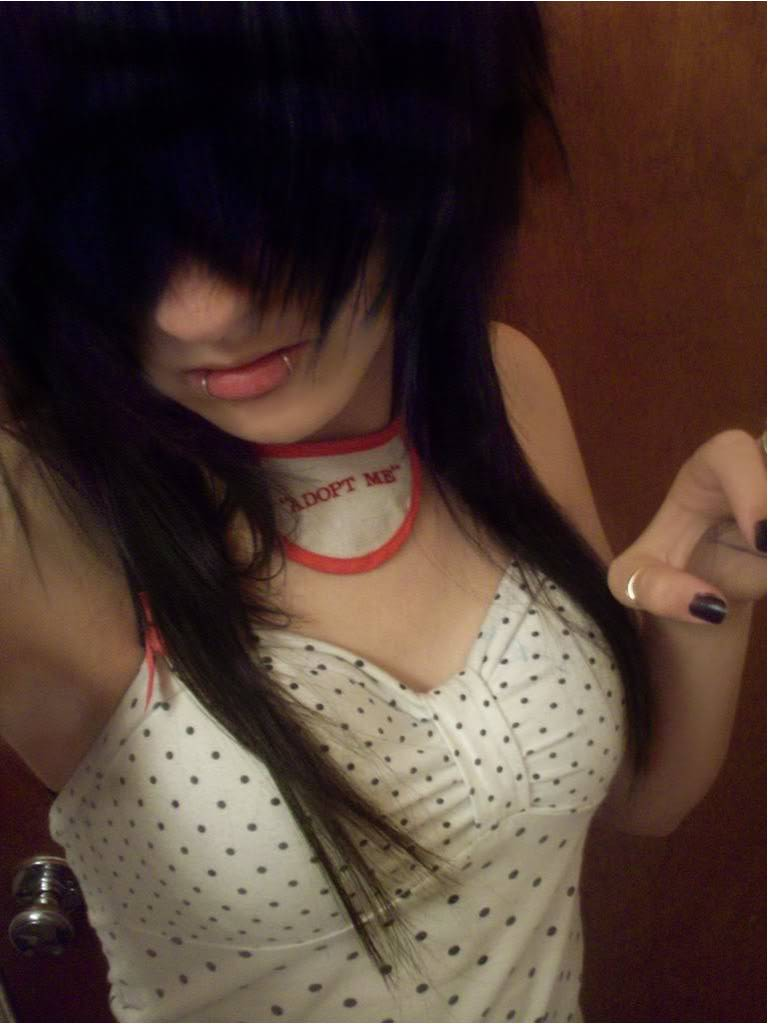
Estereotip emo femení.

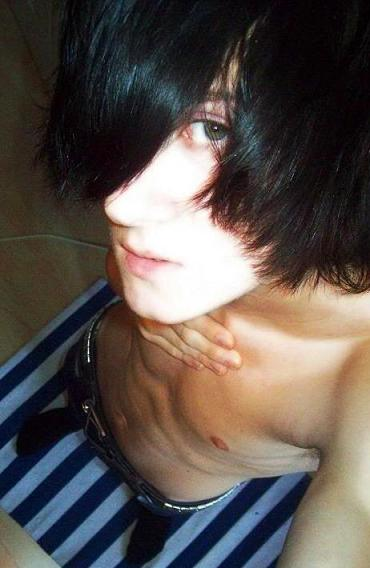
Estereotip emo masculí.

Una persona que es consideri emo, fora de l'àmbit musical, és una persona que es basa en l'exaltació de les emocions.

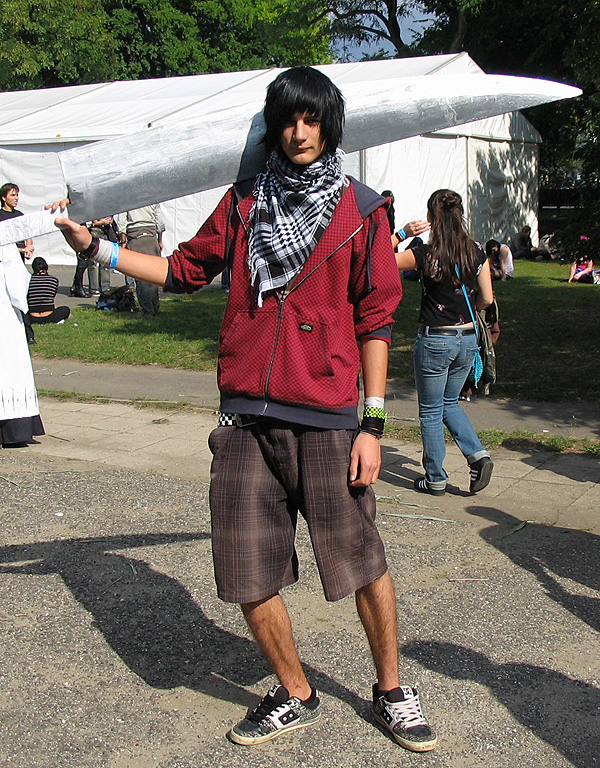
Un emo a l'Animecon de Budapest del 2008

## Orígens
Durant més d'una dècada, el terme "emo" va ser utilitzat gairebé exclusivament per descriure el gènere de la música que va predominar als anys '80; tanmateix, durant els anys '90, com que la música emo va començar a convergir en el sentit popular, el terme va començar a ser utilitzat com a referència més àmplia que la seva denotació anterior de la música. L'origen de la paraula "emo" en si mateix és confús, tot i que l'origen més probable és el de la paraula emocional ("emotional"). Els orígens es remunten a l'escenari dels anys 1990 en Estats Units. No obstant això, les característiques exteriors actuals no es van desenvolupar fins a la dècada de 2000. Els primers «emos» vesteixen amb una estètica hardcore punk en els concerts. Més tard, el «Spock Rock», creat a partir dels «Swing Kids», va ser encunyat pel cantant Justin Pearson. A partir del «Spock Rock» es van establir les pautes per a l'estil de moda d'avui dia. Actualment l'escenari «emo» conté elements mixts d'altres cultures, com el punk, el gòtic, el grunge, el skateboard i el rockabilly.

### Estil
Hi ha dues formes populars de vestir que es consideren emo en l'actualitat: la primera essencialment deriva de l'indie punk dels anys 90 i té connexions amb l'indie rock i el punk rock. La roba s'inclina cap a colors foscos, preferentment negre i sovint amb inclusions d'element amb colors vius i cridaners. Les samarretes poden ser ajustades i amb variades impressions, sovint amb imatges de la cultura punk. Els farcells amb pins estan també a l'ordre del dia.
L'altre estil popular de vestir se centra en colors més foscos, i és influenciat més per l'estil gòtic, quedant caracteritzat per les samarretes de ratlles majoritàriament vermelles/blaves/fúcsia... i negres, de vegades amb calaveres; cinturons vistosos; i pantalons estrets (preferiblement negres o foscos). També de vegades vesteixen amb una camisa o una samarreta amb una corbata, contrarestant-se els seus colors el màxim possible i cinturons de pics. Tanmateix, no estan relacionats en absolut amb la cultura fosca, només a alguns els agrada la música i alguns aspectes estètics. Tenen una influència indirecta del punk, el terme "emo" està relacionat amb emotional hardcore punk.
És clar que es preocupen molt pel seu aspecte perquè és el que utilitzen per expressar part dels seus sentiments. Així doncs, no és estrany que també els nois utilitzin maquillatge o la gran cura a l'hora d'escollir complements (cinturons, braçalets…) 

### Comportament
La seva ideologia senyala que és sobretot emocional, i amb una peculiar forma de vestir en què predomina el color negre i el rosa per a les dones o també en molts elements per als homes, amb dualitat entre ambdós; una altra característica és el pentinat; n'hi ha una gran varietat, és un aspecte que cadascun d'ells cuida i utilitza per expressar-se. Aquest pot cobrir un ull, de vegades ambdós, o cap, el cobrir-se un ull o els dos és una manera d'ocultar part de la seva identitat o indicar que hi ha parts de la realitat amb les quals estan decebuts i que seria millor no veure. Es podria dir que presenten especial importància els sentiments i la realització de la persona des del punt de vista emocional, ja que les cançons se centren en l'amor, l'odi o la desil·lusió per la vida. Això és degut al fet que admeten que en la vida no tot és perfecte sinó que existeixen per igual parts bones de la vida com a parts més desagradables, tothom pot tenir els seus problemes i a més a més també hi ha problemes a nivell mundial, però no es tracta de quedar-se en aquests aspectes, sinó d'afrontar-los i tenir una visió crítica del que passa en la realitat per tenir-ne plena consciència i poder intervenir en les ocasions que es presentin per avançar.
Tanmateix, s'han creat certs prejudicis en contra dels emo. Això és degut a la mala premsa que s'ha fet d'aquest moviment, i sobretot als qui el veuen només com una moda més, sense saber conèixer els seus orígens, i en conseqüència, creant una mala reputació dels emos.
Altres falses creences són que els emos són tots anorèxics; que mantenen relacions sexuals des de molt joves o que en tenen amb bastant més freqüència que els joves de la seva mateixa edat que no són emos; o que són homosexuals.
Encara que se cert que pel fet que no tenen por d'expressar les seves emocions, alguns, de vegades poden tenir pràctiques com fer-se petons entre els del mateix sexe.
Això i el fet que els emos expressin lliurement els seus sentiment ha fet que hagin rebut moltes crítiques i atacs homofobs completament buits de sentit.
També han estat criticats pels emos originals per dir-se igual tenint un estil i ideologia que no té res a veure amb l'original.

### Cinema i televisió
Són molt populars algunes pel·lícules de Tim Burton, com Edward Scissorhands, 1990; The Nightmare Before Christmas, 1993; The Corpse Bride, 2005; o Sweeney Todd: The Demon Barber of Fleet Street, 2007. Tot i que cal destacar que no són pel·lícules de caràcter emo, però, en general, si que han estat ben acollides entre aquests.